# Batalha de Miriocéfalo
A batalha de Miriocéfalo (em latim: Myriocephalum; em grego: Myriokephalon; em turco: Miryokefalon Savaşı) foi travada entre as forças do Império Bizantino e do Sultanato Seljúcida de Rum na Frígia em 17 de setembro de 1176. O resultado foi uma reviravolta estratégica para as forças bizantinas, que foram emboscadas quando passavam por um passo de montanha. Ela seria lembrada como o último esforço, em vão, de recuperar o território bizantino perdido para os turcos seljúcidas na Anatólia.

## Contexto
Entre 1158 e 1161, uma série de campanhas bizantinas contra os turcos seljúcidas do Sultanato de Rum resultaram num tratado favorável ao império, com o sultão reconhecendo uma forma de subordinação, ainda que simbólica, ao imperador bizantino. Logo após a paz ter sido firmada, o sultão Quilije Arslã II visitou Constantinopla onde ele foi tratado pelo imperador Manuel I Comneno tanto como um convidado de honra quanto como um vassalo imperial. Após este evento, não houve mais hostilidades abertas entre as duas potências por muitos anos. Era, contudo, uma paz frágil, pois os seljúcidas queriam avançar do árido platô da região central da Ásia Menor para as terras mais férteis da costa, enquanto que os bizantinos, por sua vez, queriam recuperar todo o território perdido na região desde a infame derrota na Batalha de Manzicerta um século antes.
Durante a longa paz com os seljúcidas, Manuel conseguiu concentrar seus exércitos em outras teatros de guerra. No ocidente, ele derrotou o Reino da Hungria e impôs o controle bizantino sobre toda a região dos Bálcãs. No oriente, ele reconquistou a Cilícia das dinastias armênias locais e conseguiu reduzir o cruzado Principado de Antioquia a um status de vassalo. Porém, a paz com Bizâncio também permitiu que Quilije Arslã eliminasse seus rivais internos e reforçasse seus exércitos. Quando o mais poderoso governante muçulmano na Síria, Noradine, morreu em 1174, seu sucessor, Saladino, se preocupou muito mais com o Egito e com o Reino de Jerusalém que com o território seljúcida fronteiriço. Esta mudança no balanço de poder permitiu que Quilije Arslã destruísse os emirados danismêndidas da Anatólia Oriental e expulsasse seu irmão, Shaninshah de suas terras perto de Ancara. Shaninshah, que era um vassalo de Manuel, e os emires danismêndidas fugiram para a proteção de Bizâncio. Em 1175, a paz entre o império e o Sultanato de Rum ruiu de vez quando o sultão se recusou a entregar aos bizantinos, como seria sua obrigação pelos termos do tratado, uma considerável porção do território que ele recém-conquistara dos danismêndidas.

## Marcha
O exército que Manuel juntou em Lopádio - e que seria supostamente tão grande que se estenderia por dezesseis quilômetros - invadiu o território seljúcida e iniciou sua marcha via Laodiceia, Conas, Lampe, Celenas, Coma e Antioquia na Pisídia. Arslã tentou negociar, mas Manuel estava convencido de sua superioridade e rejeitou uma nova paz. O imperador dividiu seu exército e enviou parte dele, sob o comando de Andrônico Vatatzes, em direção a Amásia, enquanto que a maior parte marchou diretamente para a capital turca em Icônio. Ambas as rotas eram regiões repletas de florestas nas quais os turcos podiam facilmente se esconder e preparar emboscadas; o exército que marchava para Amásia foi destruído justamente numa delas e a cabeça de Andrônico, empalada numa lança, foi mostrada aos bizantinos durante o combate em Miriocéfalo.
Os turcos também destruíram as colheitas e envenenaram os poços para tornar a marcha de Manuel mais difícil. Arslã constantemente assediava o exército bizantino para tentar forçá-lo em direção ao vale do Meandro e, mais especificamente, ao passo de Tzivritze, perto da fortaleza de Miriocéfalo. Uma vez no passo, Manuel decidiu atacar, apesar do perigo de novas emboscadas. Ele também desprezou a possibilidade de forçar os turcos de suas posições para um combate na planície de Filomélio, local da batalha vencida por seu avô Aleixo. A falta de alimentos e água para suas tropas e a irrupção de um surto de disenteria entre seus soldados podem ter induzido Manuel a tentar forçar a passagem mesmo sob essas condições.

## Batalha

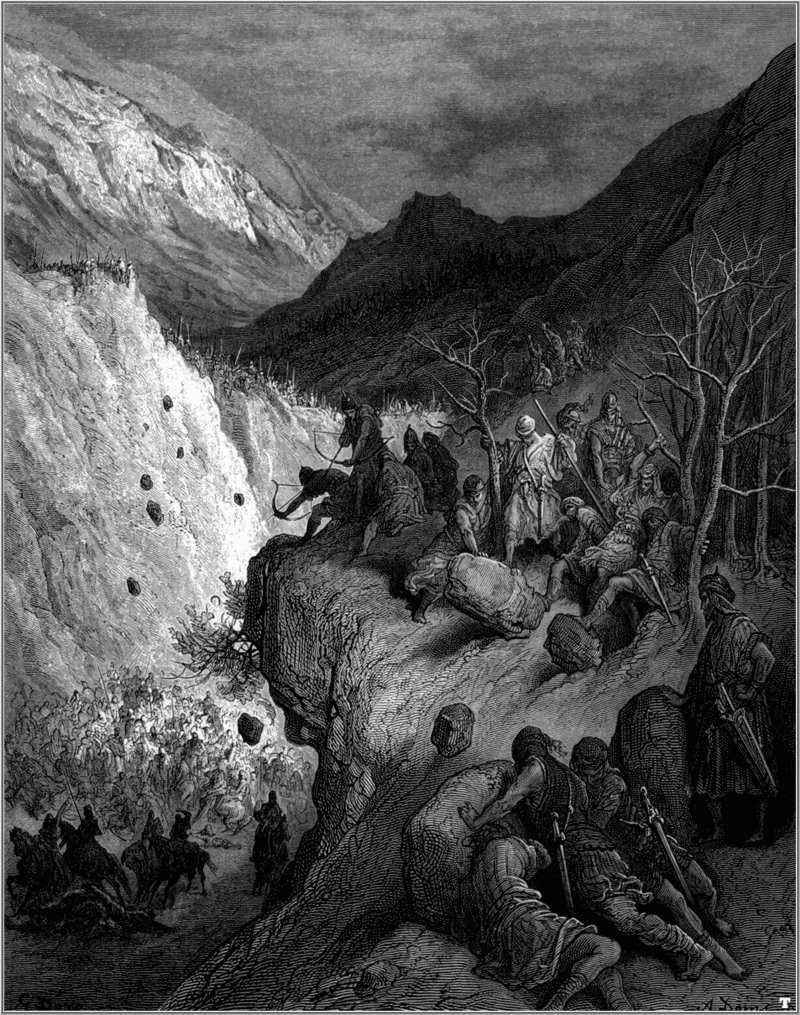
Esta imagem, de Gustave Doré, mostra a emboscada turca no passo de Miriocéfalo e que destruiu qualquer possibilidade de Manuel conquistar a capital seljúcida de Icônio

Todas as fontes concordam que o exército bizantino era enorme. O historiador John Haldon estima que ele dispunha de 25 000 homens, enquanto que John Birkenmeier propõe 35 000. O número maior deste reflete o fato de que as fontes antigas indicam que uma caravana de bagagem com mais de 3 000 carroças acompanhava o exército, o que seria suficiente para sustentar um exército com 30 a 40 000 homens. Birkenmeier acredita que exército tinha 25 000 tropas bizantinas e o restante incluía contingentes de aliados bizantinos, como os húngaros enviados pelo parente de Manuel, Béla III da Hungria, e forças tributárias fornecidas principalmente pelo Principado de Antioquia e pelo Reino da Sérvia. Os húngaros eram comandados por Ampod, conde palatino e por Leustach, o voivoda da Transilvânia
O exército bizantino se distribuiu em várias divisões para a passagem na seguinte ordem: uma vanguarda, majoritariamente de infantaria (a outra parte composta de uma mistura de infantaria e cavalaria; a divisão principal (com as forças dos tagmata orientais e ocidentais); a ala direita (majoritariamente composta de antioquianos e outros ocidentais), liderada por Balduíno de Antioquia (o cunhado de Manuel); a caravana de bagagem e as armas de cerco; a ala esquerda, liderada por Teodoro Mavrozomes e João Cantacuzeno; o imperador e suas tropas de confiança; e, finalmente, uma retaguarda sob o comando do experiente general Andrônico Contostefano Não existem estimativas para o tamanho das forças turcas. Porém, as fontes primárias forneceram números para outras campanhas seljúcidas similares. Em 1160, Contostefano derrotou uma força de 22 000 turcos e por volta de 20-24 000 invadiram o vale do Meandro em 1177. Estes números oferecem um intervalo razoável para a força militar do Sultanato de Rum.
A vanguarda bizantina foi a primeira a encontrar as tropas de Arslã e atravessaram o passo com poucas baixas, assim como a divisão principal, possivelmente, por que os turcos ainda não estavam completamente posicionados. Estas divisões enviaram suas infantarias para o alto das encostas para expulsar os soldados seljúcidas, que foram forçados a recuar para terrenos mais elevados. As divisões seguintes não tomaram esta precaução e também foram negligentes ao não manter uma formação defensiva, de marcha cerrada, e também não posicionaram seus arqueiros de forma efetiva. Quando as primeiras duas divisões bizantinas saíam na outra ponta do passo, a retaguarda estava a ponto de entrar, o que permitiu que os turcos disparassem a armadilha sobre as divisões que ainda estavam no passo. O ataque, que vinha do alto, foi especialmente severo sobre a ala direita bizantina, que parece ter rapidamente perdido a coesão e se espalhou, com soldados fugindo de uma emboscada para outras. As baixas foram pesadas e seu comandante, Balduíno, foi morto. Os turcos então se concentraram em destruir as caravanas e as armas de cerco, atirando nos animais de carga para bloquear a passagem. A ala esquerda também sofreu pesadas perdas e um de seus líderes, João Cantacuzeno, foi morto numa luta singular contra um bando de soldados turcos. O restante das tropas bizantinas, temerosas com a carnificina à frente, entraram em pânico ao perceberem que os turcos haviam iniciado o ataque à retaguarda. Uma repentina tempestade de poeira pouco fez para melhorar o moral ou a organização das forças bizantina, mas, pelo menos, provocou a mesma confusão entre as tropas seljúcidas. Neste ponto, Manuel teria sofrido uma crise de confiança e supostamente teria se sentado, passivamente aguardando seu destino e o de seu exército.
O imperador, finalmente encorajado por seus oficiais, re-estabeleceu a disciplina e organizou suas forças numa formação defensiva; em seguida, avançou com suas tropas pelos restos das caravanas e para fora do passo. Finalmente fora do passo, ele encontrou a vanguarda e a divisão principal de seu exército, ilesas, num recém-construído acampamento fortificado. A retaguarda, liderada por Andrônico Contostefano, chegou ao campo algum tempo depois do imperador e sofreu poucas baixas.
A noite trouxe novos ataques de arqueiros montados turcos, repelidos com sucesso. Nicetas Coniates afirma que Manuel considerou abandonar suas tropas, mas se envergonhou com as palavras de um soldado anônimo e com a desaprovação de um chocado Contostefano. É possível que o destino de Romano IV Diógenes tenha passado pela cabeça de Manuel e ele temia ser capturado. Sua situação era, porém, muito diferente da de Diógenes. Ao contrário do imperador anterior, as tropas de Manuel não abandonaram o campo de batalha, se juntando após a derrota, e ainda eram capazes de se defender. Porém, é possível que esta seja uma hipérbole do historiador, pois Miguel teria se exposto a um perigo muito maior numa tentativa de fuga do que no meio de seu exército. No dia seguinte, os turcos circundaram o campo e atiraram flechas; Manuel ordenou dois contra-ataques, liderados por João Ângelo e Constantino Macroducas, respectivamente, mas não houve mais um combate generalizado. É notável que os dois generais liderando os contra-ataques comandaram unidades que haviam sofrido poucas baixas no dia anterior. É provável que estas iniciativas tenham surtido pouco efeito pois, uma vez em campo aberto, os seljúcidas temiam se aproximar demais da cavalaria pesada bizantina, fortemente armada, e os bizantinos, por sua vez, temiam perseguir os turcos temendo novas emboscadas.

## Resultado
Aparentemente, ambos os lados sofreram baixas, embora seja difícil de apurar suas extensões. Conforme o exército bizantino tentava voltar pelo passo após a batalha, percebeu-se que os mortos haviam sido escalpelados e tiveram seus órgãos genitais mutilados, "Diz-se que os turcos fizeram isso para que os circuncidados não pudessem ser distinguidos dos não-circuncidados e, assim, a vitória seria para sempre disputada e contestada, uma vez que muitos tombaram de ambos os lados". Presumivelmente, os escalpelamentos se deram por que os turcos usavam seu cabelo de uma maneira distinta dos bizantinos. Mais importante que isso, as armas de cerco de Manuel haviam sido capturadas ou destruídas. Os bizantinos estavam agora sem meios de atacar Icônio e não havia mais sentido continuar a campanha. Além disso, o sultão estava ansioso para que o status quo ante bellum fosse restaurado rapidamente; ele enviou um emissário chamado Gabras com um cavalo de guerra e uma espada como presentes para Manuel e com ordens de negociar uma trégua.[d]
Como resultado destas negociações, o exército bizantino receberia um salvo-conduto para recuar, com a condição de que Manuel destruísse seus fortes e evacuasse também suas guarnições em Dorileia e Súbleo, na região fronteiriça entre as duas potências. Porém, apesar dos protestos de boa-fé de Quilije Arslã, o recuo foi assediado por ataques de tribos turcomanas (sobre as quais provavelmente Quilije exercia pouco ou nenhum controle). Este fato, juntamente com a falha anterior do sultão em manter sua palavra em relação ao tratado de 1162, deram a Manuel a desculpa para não cumprir totalmente os demais termos deste novo tratado. Ele, assim, demoliu a fortaleza menos importante de Súbleo, mas deixou Dorileia intacta e guarnecida.
O próprio Manuel comparou sua derrota com a de Manzicerta, enviando uma mensagem a Constantinopla, à frente de seu exército, igualando seu destino ao de Romano IV Diógenes. Porém, na mesma mensagem, ele: "...então explicitou os tratados firmados com o sultão, se gabando de tê-los acordado sob sua própria bandeira, que tremulava à vista da linha de frente do inimigo provocando-lhes temor e medo". É notável que tenha sido o sultão a iniciar as tratativas de paz enviando um emissário a Manuel e não o inverso. A conclusão de que Quilije Arslã, ainda que estivesse negociando numa posição fortalecida, não considerava que suas forças seriam capazes de destruir o exército bizantino é inescapável. Uma possível razão para esta relutância em retomar o combate é que uma grande parte de suas tropas irregulares poderia estar muito mais interessada em assegurar para si uma parte do espólio que havia conquistado do que continuar a luta, o que teria enfraquecido muito seu exército.

## Consequências

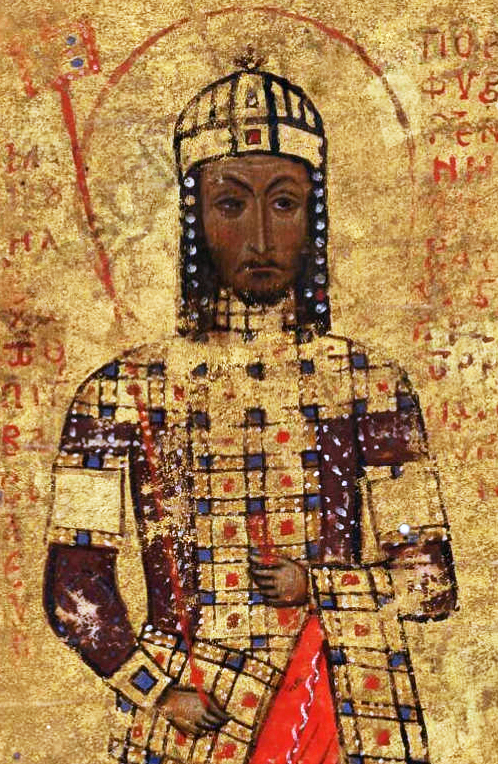
Manuel I Comneno, o imperador e comandante das forças bizantinas em Miriocéfalo

Miriocéfalo, embora tenha sido uma importante derrota para os bizantinos, não afetou materialmente a capacidade do seu exército, uma conclusão sublinhada pela notável vitória dos bizantinos sobre os seljúcidas na Batalha de Hiélio e Limoquir, no vale do Meandro, no ano seguinte[e]. Manuel continuou a enfrentar os turcos em combates menores com algum sucesso e firmou uma paz provavelmente vantajosa com Quilije Arslã em 1179. Porém, assim como Manzicerta, Miriocéfalo foi um marco e, depois dela, o balanço de poder entre as duas potências na Anatólia começou a mudar gradativamente, pois Manuel jamais conseguiu lançar novamente uma campanha ofensiva de natureza estratégica contra os turcos e permaneceu na defensiva.
A batalha também teve um impacto psicológico maior do que o militar, pois se mostrou que o Império Bizantino não era capaz de derrotar o poder seljúcida na Anatólia Central, mesmo com os avanços durante o reinado de Manuel. Essencialmente, o problema era que Manuel se permitiu distrair por uma série de aventuras na Itália e no Egito ao invés de lidar com o premente assunto dos turcos. Este respiro deu ao sultão muitos anos de paz para eliminar seus rivais e permitiu-lhe reconstruir uma força capaz de encarar o exército bizantino no campo de batalha. Sem este tempo, Miriocéfalo não teria sequer acontecido. Além disso, durante a campanha, Manuel cometeu diversos erros táticos graves, como não enviar sentinelas para mapear o caminho adiante e não ouvir seus oficiais mais seniores. Estas falhas fizeram com que ele liderasse suas tropas diretamente para uma armadilha clássica. Porém, em defesa das habilidades de Manuel, é claro que ele conseguiu organizar o exército de forma bastante eficiente, distribuindo-o em diversas "divisões", cada uma auto-suficiente e capaz de agira como um pequeno exército. Se discute se não foi justamente este o fato que permitiu que grande parte de suas forças tenham sobrevivido à emboscada.
Uma importante faceta das disposições de Manuel foi que a vanguarda era composta de infantaria, uma força muito melhor que a cavalaria quando operando em terreno montanhoso, e parece que a vanguarda tinha justamente este objetivo: expulsar os soldados turcos das encostas que dominavam a passagem. Ela claramente falhou e esta foi a maior causa da derrota bizantina. Além disso, parece também que tenha havido falhas no comando dos generais das alas direita e esquerda, que não dispuseram suas tropas de forma tão efetiva quanto os generais das duas divisões da frente (a vanguarda e a principal).
Depois da morte de Manuel, o império caiu numa anarquia e jamais conseguiria novamente enviar uma expedição ofensiva ao oriente. Assim, a derrota em Miriocéfalo marcou o fim das tentativas bizantinas de recuperar o platô Anatólio, perdido para sempre para os turcos.